# Ethel Hurlbatt
Ethel Hurlbatt (née le 1er juillet 1866 à Bickley au sud-est de Londres et morte le 22 mars 1934 à Tours, France) est une enseignante et militante féministe. Elle fut directrice du Bedford College, université de Londres, puis directrice du Royal Victoria College, le collège pour femmes de l'Université McGill, à Montréal, qui avait ouvert ses portes en 1899. Elle est considérée comme un « défenseur ardent du suffrage féminin ».

## Biographie

### Famille et formation
Ethel Hurlbatt naît le 1er juillet 1866 de Charles Hurlbatt, ingénieur minier, et Sophia Margaret Smith dans une fratrie de sept enfants. Elle grandit dans le sud de l'Angleterre et aurait passé une partie de sa jeunesse en Afrique du Sud. 
Ethel Hurlbatt reçoit une éducation privée, puis étudie l'histoire moderne au Somerville College, à Oxford, de 1888 à 1892. Elle se distingue particulièrement en histoire moderne et poursuit ses études supérieures une année supplémentaire. L'université d'Oxford ne décerne pas de diplômes aux femmes avant 1920, dès lors elle obtient sa licence et sa maîtrise ad eundem par le Trinity College de Dublin en 1905 dans le premier groupe de femme qui en font la demande. Elle a toutefois reçu une maîtrise honorifique d'Oxford en 1925,.

### Carrière
Après avoir passé une année supplémentaire à Oxford pour travailler à la Bibliothèque Bodléienne, Ethel Hurlbatt devient en 1892 directrice d'Aberdare Hall, un établissement réservé aux étudiantes à l'Université de Cardiff. Elle y joue un rôle actif dans tous les aspects de l'éducation féminine de la primaire à la formation aux arts ménagers. Elle assume les fonctions de secrétaire honoraire de l'Association for Promoting the Education of Girls in Wales jusqu'en 1898. Sa soeur lui succède aux fonctions de directrice tandis qu'elle prend le poste de direction du Bedford College.
Jusqu'en 1906, elle fait partie du corps professoral en tant que directrice et donne des cours d'économie politique. En parallèle, elle siège au conseil de l'école, intégrée à l'Université de Londres dès 1900. Elle stabilise les finances en collectant des fonds privés et en obtenant une subvention gouvernementale. Elle s'investit également dans des causes pour l'avancement des femmes et de l'éducation, et occupe des postes de responsabilité dans des organisations féministes,. Elle devient vice-présidente du Syndicat national des travailleuses et membre du sous-comité chargé des femmes et de l'éducation au Congrès international des femmes, tenu à Londres en 1899. 
Elle démissionne en 1906 du Bedford College pour raisons de santé. De 1907 à sa retraite en 1929, elle est directrice du Royal Victoria College, collège pour femmes de l'Université McGill, à Montréal. Pendant 22 ans, malgré des problèmes de santé, elle inspire les étudiantes de la McGill University. Militante pour l'admission des femmes dans les programmes professionnels, elle mène des recherches sur les politiques d'admission des écoles de médecine britanniques. Son salaire modeste et l'absence de certains avantages soulignent les défis rencontrés par les femmes dans l'enseignement supérieur. Son héritage perdure à travers ses étudiantes remarquables, contribuant à l'avancement académique et social.

### Première Guerre Mondiale

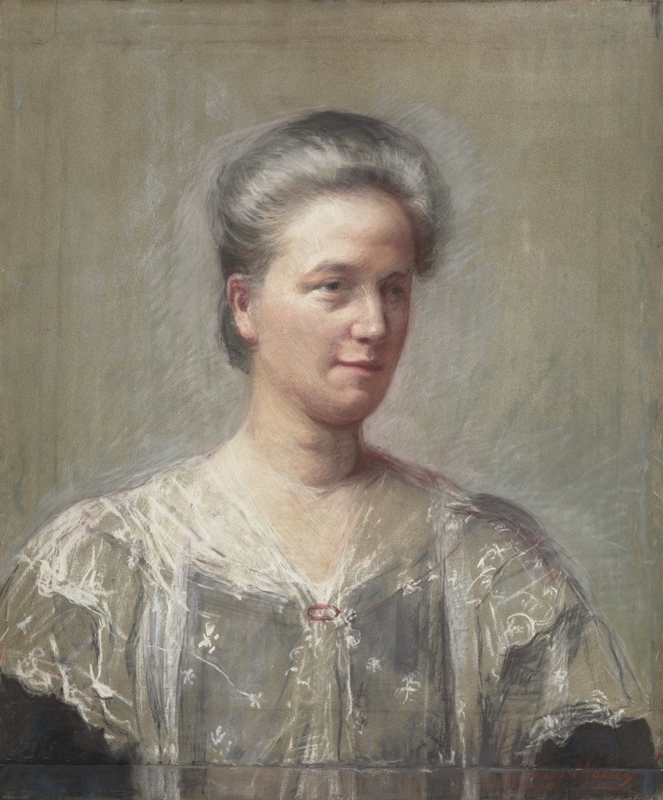
Portrait d'Ethel Hurlbatt peint par Ida Rose Morley au début du XXe siècle, visible au Royal Holloway de l'Université de Londres.

Ethel Hurlbatt s'engage activement dans des activités philanthropiques à Montréal, participant à plusieurs clubs et associations, dont la commission des femmes du Comité France-Amérique et l'Alliance française locale. En 1918, le gouvernement français la nomme officier de l’Instruction publique pour son engagement en faveur de la promotion du français à la McGill University. Impliquée dans diverses organisations, dont le Monteregian Club, elle contribue à la création du University Settlement of Montreal en 1910. Militante du suffrage féminin, elle prononce des discours sur le sujet et aborde des thèmes variés tels que l'hygiène et l'éducation. En 1909, elle dirige les réunions du Conseil international des femmes à Montréal, avant le congrès de l'organisme à Toronto. En 1912, elle participe à l'Exposition pour le bien-être des enfants à Montréal et assiste à la réunion de la Canadian Public Health Association à Toronto, affirmant ainsi son rôle influent dans les milieux philanthropiques et sociaux de la ville.
Durant la Première Guerre mondiale, Mlle Hurlbatt s'investit dans le Women’s War Register (WWR), une initiative bénévole visant à mobiliser les femmes anglophones pour remplacer les hommes partis au front. En 1917, le National Service Board prend le relais, mettant fin à cette activité. La Serbie reconnaît sa contribution en lui décernant la croix de la Miséricorde. Cependant, le WWR ne semble pas atteindre ses objectifs pour plusieurs raisons. Les femmes mariées dont le mari est parti au combat reçoivent un fond de l'État, le Patriotic Fund, qui a pour conséquence de les voir cesser le travail. C'est pourquoi Ethel Hurlbatt réoriente l'objectif du WWR vers les femmes isolées.
En 1918, elle contracte la grippe espagnole, tandis que la santé de sir William Peterson, recteur, se détériore. Il est remplacé par sir Arthur William Currie en 1919. En 1924–1925, elle prend un congé maladie, puis reçoit une maîtrise ès arts honorifique de l'University of Oxford en 1926. Après une période d'hospitalisation financée par des philanthropes et l'association des diplômés, elle reçoit un doctorat honorifique en droit de la McGill University.

### Fin de vie
À partir de 1928, elle passe la plupart de son temps à l'hôpital et démissionne définitivement de ses fonctions. Les frais relatifs à cette démission sont pris en charge par trois femmes philanthropes qui l'accompagnent également pour financer ses frais médicaux. Après avoir passé un hiver de cure aux Bermudes, elle revient à Montréal.
Les services qu'elle a rendus au collège ont été reconnus en 1930 lorsqu'elle a reçu un doctorat honorifique en droit de l'Université McGill. Pendant la première guerre mondiale, « Ethel Hurlbatt [...] préside le comité du Registre des femmes en service, qui soutient l’effort de guerre et assure la stabilité continue de la population active de Montréal. »
Pendant sa retraite, elle voyage beaucoup, poursuivant son intérêt pour les croquis. L'année précédant sa mort, elle subit plusieurs crises cardiaques, compliquées par la grippe. En 1932, elle s'inscrit à l'Institut de Touraine à Tours pour étudier le français et le dessin. C'est là qu'elle subit une crise cardiaque et décède le 22 mars 1934.

## Postérité
Elle a été reconnue par ses contemporaines pour son travail de pionnière dans le domaine de l'éducation des femmes et pour sa loyauté envers les institutions pour lesquelles elle a travaillé. Elle n'était pas mariée. Pionnière de la formation universitaire des femmes, Ethel Hurlbatt encourage leur accès aux professions. Sa carrière se déroule à une époque où la présence féminine est marginale dans le milieu intellectuel et est l'une des femmes les plus connues à prendre part aux différents défilés militants pour les droits des femmes. En hommage au dévouement dont elle fait preuve, la première bourse de l'association des diplômés est créée en son nom l'année qui suit sa mort ,.

## Engagements politiques
Une importante connexion existe entre les professions de l'enseignement et le mouvement des suffragistes. Le Cardiff and District National Suffrage Society (CDWSS) est formé en 1908 et Ethel Hurlbatt fait partie de ses membres fondateurs. Elle est également pionnière au sein des mouvements libéraux du Pays de Galles et est directement active dans la Women's Liberal Association (WLA). Son engagement politique est tel qu'il lui doit probablement sa fonction de directrice du Aberdare Hall, première résidence pour étudiantes. Elle s'implique également au sein de la Welsh Union de la WLA, devient membre de la British Federation of University Women, un comité exécutif de la CDWSS et membre de la Cardiff Charity Organisation Society et secrétaire honoraire de l'Association for Promoting the Education of Women.

## Publication
- Ethel Hurlbatt, « Work for Women as Sanitary Inspectors », The Public Health Journal, vol. 3, no 4,‎ 1912, p. 172–175 (ISSN 0319-2660, lire en ligne, consulté le 1er avril 2024)
- (en) Ethel Hurlbatt, « Women and Sanitary Science », Nature, vol. 69, no 1794,‎ mars 1904, p. 465–465 (ISSN 1476-4687, DOI 10.1038/069465c0, lire en ligne, consulté le 1er avril 2024)
- (en) Ethel Hurlbatt, « The Teaching of Hygiene in the Public Schools », American Physical Education Review, vol. 17, no 7,‎ octobre 1912, p. 525–533 (ISSN 2326-7224, DOI 10.1080/23267224.1912.10651702, lire en ligne, consulté le 1er avril 2024)